# Конфігурація вершини
| Ікосододекаедр | Вершинна фігура, подана як 3.5.3.5 або (3.5)2 |

В геометрії конфігурація вершини — це скорочене позначення для подання вершинної фігури, многогранника або мозаїки у вигляді послідовності граней навколо вершини. Для однорідного многогранника  існує тільки один тип вершин, а тому конфігурація вершини повністю визначає многогранник. (Хіральні многогранники існують у вигляді дзеркальних пар з однаковою конфігурацією вершин.)
Конфігурація вершини визначається як послідовність чисел, що представляють число сторін граней, які оточують вершину. Позначення «a.b.c» позначає вершину з трьома гранями біля неї і ці грані мають a, b і c сторін (ребер).
Наприклад, «3.5.3.5» позначає вершину, що належить чотирьом граням, почергово трикутникам і п'ятикутникам. Ця конфігурація вершини визначає вершинно-транзитивний ікосододекаедр. Позначення циклічне, так що початкова точка значення не має. Таким чином, 3.5.3.5 — це те ж саме, що і 5.3.5.3. Порядок важливий, так що 3.3.5.5 — це не те ж саме, що 3.5.3.5. (У першому випадку за двома поруч розташованими трикутниками слідують два п'ятикутники.) Повторювані елементи можуть бути скорочені зазначенням верхнього індексу, так що наш приклад можна записати у вигляді (3.5)2.
Поряд з терміном конфігурація вершини в різних джерелах використовують також терміни vertex description (опис вершини), vertex type (тип вершини), vertex symbol (символ вершини), vertex arrangement (компонування вершини), vertex pattern (шаблон вершини), face-vector (вектор межі). Для конфігурації вершини використовується, крім того, термін символ Канді і Роллетта, оскільки вони використовували конфігурацію вершини для опису архімедових тіл у книзі 1952 року Mathematical Models (Математичні моделі).

## Вершинні фігури
Конфігурація вершини може бути подана як вершинна фігура з многокутників, що показує грані навколо вершини. Ця вершинна фігура має 3-вимірну структуру, оскільки грані не знаходяться в одній площині, але для вершинно однорідних многогранників всі сусідні вершини знаходяться в одній площині, так що можна використовувати для візуального подання конфігурації вершини ортогональну проєкцію.

## Варіанти і використання
| {3,3} = 33 Дефект 180° | {3,4} = 34 Дефект 120° | {3,5} = 35 Дефект 60° | {3,6}=36Дефект 0°  |
| {4,3} Дефект 90° | {4,4}=44Дефект 0°      | {5,3} = 53 Дефект 36° | {6,3}= 63Дефект 0° |
| У вершині має бути щонайменше 3 грані і вершина має кутовий дефект. Кутовий дефект 0° дає можливість покрити площину правильною мозаїкою. За теоремою Декарта число вершин дорівнює 720°/дефект (4π радіан/дефект). |                        |                       |                    |

Використовується різний вигляд запису, іноді через кому (,) іноді через крапку (.). Може також використовуватися верхній індекс. Наприклад, 3.5.3.5 іноді записується у вигляді (3.5)2.
Позначення може розглядатися як розгорнута форма символу Шлефлі для правильних многогранників. Позначення Шлефлі {p, q} означає q p-кутників навколо кожної вершини. Так що {p, q} можна записати p.p.p... (q разів) або pq. Наприклад, у ікосаедра {3,5} = 3.3.3.3.3 або 35.
Цей запис застосовний як до многокутних мозаїк, так і до многогранників. Плоска конфігурація вершини означає однорідну мозаїку так само, як неплоска конфігурація вершини означає однорідний многогранник.
Позначення не однозначне для хіральних видів. Наприклад, кирпатий куб має форми, ідентичні при дзеркальному відображенні. Обидві форми мають конфігурацію вершини 3.3.3.3.4.

## Зірчасті многокутники
Позначення застосовується також до неопуклих правильних граней, зірчастих многокутників. Наприклад, пентаграма має символ {5/2}, що означає, що многокутник має 5 сторін, які обходять центр два рази.
Наприклад, існує 4 правильні зірчасті многогранники з правильними многокутниками або зірчастими вершинними фігурами. Малий зірчастий додекаедр має символ Шлефлі {5/2,5}, який розгортається в явну конфігурацію вершини 5/2.5/2.5/2.5/2.5/2, що можна подати у вигляді (5/2)5. Великий зірчастий додекаедр з символом {5/2,3} має трикутну вершинну фігуру і конфігурацію (5/2.5/2.5/2) або (5/2)3. Великий додекаедр з символом {5,5/2} має пентаграмну вершинну фігуру з конфігурацією вершини (5.5.5.5.5)/2 або (55)/2. Великий ікосаедр з символом {3,5/2} також має пентаграмну вершинну фігуру з конфігурацією вершини (3.3.3.3.3)/2 або (35)/2.
|                  |                  |          |         |             |
| {5/2,5} = (5/2)5 | {5/2,3}= (5/2)3  | 34.5/2   | 34.5/3  | (34.5/2)/2  |
|                  |                  |          |         |             |
| {5,5/2} = (55)/2 | {3,5/2} = (35)/2 | V.34.5/2 | V34.5/3 | V(34.5/2)/2 |

## Всі однорідні конфігурації вершин правильних опуклих многокутників
Напівправильні многогранники мають конфігурацію вершин з додатним кутовим дефектом.
Примітка: Вершинна фігура може представляти правильну або напівправильну мозаїку на площині, якщо її дефект дорівнює нулю. Вершинна фігура може представляти мозаїку на гіперболічній площині, якщо її дефект від'ємний.
Для однорідних многогранників кутовий дефект можна використовувати для обчислення числа вершин. Теорема Декарта стверджує, що сума всіх кутових дефектів на топологічній сфері повинна дорівнювати 4π радіан або 720°.
Оскільки в однорідного многогранника всі вершини ідентичні, це відношення дозволяє нам розрахувати число вершин, яке дорівнює частці 4π/дефект або 720°/дефект.
Приклад: зрізаний куб 3.8.8 має кутовий дефект 30°. Таким чином, многогранник має
720/30 = 24 вершин.
Зокрема, звідси випливає, що {a,b} має 4 / (2 - b(1 - 2/a)) вершин.
Будь-яка числова конфігурація вершини потенційно однозначно визначає напівправильний многогранник. Однак не всі конфігурації можливі.
Топологічні вимоги обмежують існування многогранника. Зокрема, p.q.r означає, що p-кутник оточений поперемінно q-кутниками і r-кутниками, так що або p парне, або q дорівнює r. Так само q парно, або p дорівнює r, r парно, або p дорівнює q. Таким чином, потенційно можливими трійками будуть 3.3.3, 3.4.4, 3.6.6, 3.8.8, 3.10.10, 3.12.12, 4.4.n (для будь-якого n>2), 4.6.6, 4.6.8, 4.6.10, 4.6.12, 4.8.8, 5.5.5, 5.6.6, 6.6.6. Фактично всі ці конфігурації з трьома гранями, що зустрічаються в одній вершині, існують.
Так само, коли чотири грані зустрічаються в одній вершині, p.q.r.s, якщо одне з чисел непарне, інші повинні бути рівними.
Число в дужках — це число вершин, обчислене за кутовим дефектом.
Трійки
- правильні тіла 3.3.3 (4), 4.4.4 (8), 5.5.5 (20)
- призми 3.4.4 (6), 4.4.4 (8; перелічена також вище), 4.4.n (2n)
- архімедові тіла 3.6.6 (12), 3.8.8 (24), 3.10.10 (60), 4.6.6 (24), 4.6.8 (48), 4.6.10 (120), 5.6.6 (60).
- правильна мозаїка 6.6.6
- напівправильні мозаїки 3.12.12[en], 4.6.12[en], 4.8.8[ru]

Четвірки
- правильне тіло 3.3.3.3 (6)
- антипризмы 3.3.3.3 (6; перелічена також вище), 3.3.3.n (2n)
- архімедові тіла 3.4.3.4 (12), 3.5.3.5 (30), 3.4.4.4 (24), 3.4.5.4 (60)
- правильна мозаїка 4.4.4.4
- напівправильні мозаїки 3.6.3.6[ru], 3.4.6.4[en]

П'ятірки
- правильне тіло 3.3.3.3.3 (12)
- архімедові тіла 3.3.3.3.4 (24), 3.3.3.3.5 (60) (обидва хіральні)
- напівправильні мозаїки 3.3.3.3.6[en] (хіральні), 3.3.3.4.4[en], 3.3.4.3.4[ru] (зауважте, що два різні порядки тих самих чисел дають різні мозаїки)

Шістки
- правильна мозаїка 3.3.3.3.3.3

## Конфігурація грані

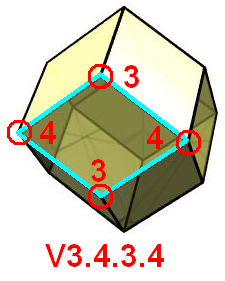
Ромбододекаедр

Двоїсті однорідним многогранникам, каталанові тіла, включно з біпірамідами і трапецоедрами, є вертикально правильними (транзитивними за гранями, а тому можуть бути ідентифіковані подібною нотацією, яку іноді називають конфігурацією грані. Канді і Роллетт (Cundy, Rollett) ставлять перед цими подвійними позначеннями символ V. А в книзі Tilings and Patterns для ізоедральних мозаїк використовуються квадратні дужки.
Це позначення представляє послідовне число граней біля кожної вершини навколо грані. Наприклад, V3.4.3.4 або V(3.4)2 представляють ромбододекаедр, який транзитивний за гранями — будь-яка межа є ромбом, а вершини ромба, що чергуються, оточують 3 або 4 грані.